# Рівне (Лубенський район)
Рі́вне — село в Україні, у Пирятинській міській громаді Лубенського району Полтавської області. Населення становить 93 осіб. Колишній орган місцевого самоврядування — Олександрівська сільська рада.

## Географія
Село Рівне знаходиться за 2,5 км від лівого берега річки Сліпорід, за 3 км від міста Пирятин. Поруч проходить автомобільна дорога М03.

## Історія
- 1917 — хутір Тамарівка перейменований в село Рівне.
- 12 червня 2020 року, відповідно до розпорядження Кабінету Міністрів України № 721-р «Про визначення адміністративних центрів та затвердження територій територіальних громад Полтавської області», село увійшло до складу Пирятинської міської громади[1].
- 19 липня 2020 року, в результаті адміністративно - територіальної реформи та ліквідації Питятинського району, село увійшло до складу новоутвореного Лубенського району[2].

## Населення
Згідно з переписом УРСР 1989 року чисельність наявного населення села становила 102 особи, з яких 44 чоловіки та 58 жінок.
За переписом населення України 2001 року в селі мешкало 88 осіб.

### Мова
Розподіл населення за рідною мовою за даними перепису 2001 року:
| Мова       | Відсоток |
| ---------- | -------- |
| українська | 86,02 %  |
| російська  | 9,68 %   |
| молдовська | 2,15 %   |
| білоруська | 1,08 %   |
| інші       | 1,07 %   |